# Cleopatra (película de 1999)
Cleopatra es una película grabada el 1 de noviembre de 1999, basada en la vida de la Faraona egipcia Cleopatra VII, producida por Hallmark Entertainment, protagonizada por Leonor Varela, Timothy Dalton y Billy Zane.
La película está basada en el libro Las Memorias de Cleopatra (Memoirs of Cleopatra) por Margaret George. El filme fue presentado por televisión en dos partes y luego sacado al mercado en videocinta y DVD.

## Argumento
La película comienza con Cleopatra VII en Alejandría, Cleopatra era la reina por derecho de Egipto, pero su hermana Arsínoe y su hermano menor Ptolomeo usurpaban su trono.
Julio César va a Egipto a cobrar una deuda de impuestos y llevarla a Roma. Después de conversar con un cortesano, Cleopatra se oculta en el palacio, envuelta en una alfombra, un regalo de ella para César. Él acepta el regalo, y la joven reina de 22 años se revela ante el romano. Ambos pasan la noche juntos, y al día siguiente, Cleopatra y su hermano de 12 años son comprometidos en matrimonio por César. Justo luego de su boda, Cleopatra es proclamada Reina de Egipto, forzando a su hermano Ptolomeo a huir junto a Arsínoe y a escapar de Alejandría.

## Reparto
- Leonor Varela como Cleopatra VII.
- Timothy Dalton como Julio César.
- Billy Zane como Marco Antonio.
- Rupert Graves como Octavio/Augusto.
- Sean Pertwee como Bruto.
- Bruce Payne como Casio.